# 2007年斯坦科维奇洲际篮球冠军杯
2007年斯坦科维奇洲际篮球冠军杯賽事於2007年7月28日至8月2日舉行，為期五日。7月28日至29日在中國广州舉行，7月31日至8月2日則在中國澳門舉行，最終由斯洛文尼亚奪得賽事的冠軍。

## 冠名
本屆賽事獲冠名為2007銀河娛樂斯坦科维奇洲际篮球杯。

## 參賽球隊
- 中国（（代表亞洲）
- 安哥拉（代表非洲）
- 委內瑞拉（代表南美洲）
- 斯洛文尼亚（代表歐洲）
- 新西兰（代表大洋洲）
- NBADL大使隊（代表北美洲）

## 赛程一览
7月28日
- 安哥拉 67-55 新西兰
- 中国 64-62 委内瑞拉
- 斯洛文尼亚 94-86 NBADL大使隊

7月29日
- 委内瑞拉 54-94 安哥拉
- 中国 76-80 斯洛文尼亚
- 新西兰 84-87 NBADL大使隊

7月31日
- NBADL大使隊 89-80 委内瑞拉
- 中国 63-68 安哥拉
- 斯洛文尼亚 72-74 新西兰

8月1日
- NBADL大使隊 85-72 安哥拉
- 中国 93-63 新西兰
- 委内瑞拉 68-88 斯洛文尼亚

8月2日
- 委内瑞拉 73-76 新西兰
- 中国 82-67 NBADL大使隊
- 安哥拉 51-78 斯洛文尼亚

## 排行榜
| 排名 | 球隊        | 比賽 | 勝 | 負 | 積分 |
| ---- | ----------- | ---- | -- | -- | ---- |
| 1    | 斯洛文尼亚  | 5    | 4  | 1  | 9    |
| 2    | 中国        | 5    | 3  | 2  | 8    |
| 3    | NBADL大使隊 | 5    | 3  | 2  | 8    |
| 4    | 安哥拉      | 5    | 3  | 2  | 8    |
| 5    | 新西兰      | 5    | 2  | 3  | 7    |
| 6    | 委內瑞拉    | 5    | 0  | 5  | 5    |

## 外部連結
2007年斯坦科维奇洲际篮球冠军杯官方网站（页面存档备份，存于）